# Harriet Miers

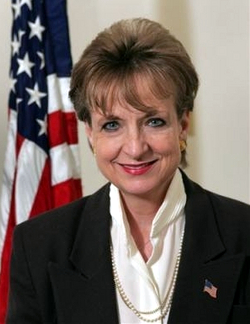
Harriet Miers, um 2005

Harriet Ellan Miers (Aussprache [hɛɹɹiɛt ˈmɑɪəz]; * 10. August 1945 in Dallas, Texas) ist eine US-amerikanische Juristin. Sie war von 2004 bis Anfang 2007 Rechtsberaterin des Weißen Hauses unter Präsident George W. Bush. 2005 scheiterte eine Nominierung Miers´ für die Nachfolge von Sandra Day O’Connor als Richterin am Obersten Gerichtshof der Vereinigten Staaten infolge starker Opposition aus verschiedenen Lagern. 

## Beruflicher Werdegang
Miers wurde in Dallas geboren. Nach einem Bachelorabschluss in Mathematik studierte sie an der Southern Methodist University Jura. Von 1970 bis 1972 arbeitete sie als Gerichtsschreiberin für Bundesbezirksrichter Joe E. Estes. Danach arbeitete sie bis 1999 als Rechtsanwältin in der texanischen Kanzlei Locke, Purnell, Raine & Harrell, deren Präsidentin sie 1996 wurde. 1985 wurde sie die erste Präsidentin des Anwaltsverbandes von Dallas, 1992 erste Präsidentin des texanischen Anwaltsverbandes. Sie wurde auch für eine Amtszeit als Republikanerin in den Stadtrat von Dallas gewählt.
Während der Amtszeit von George W. Bush als Gouverneur von Texas wurde sie von ihm zur Vorsitzenden der staatlichen Lotteriekommission bestimmt. Nach der ersten Wahl Bushs ins Präsidentenamt folgte sie ihm im Jahr 2000 nach Washington, D.C., wo sie zunächst als Assistentin und Stabssekretärin für Bush arbeitete. Im Jahr 2003 wurde sie vom Präsidenten zur stellvertretenden Stabschefin und im Jahr 2004 zur Rechtsberaterin des Weißen Hauses (White House Counsel) ernannt. Sie löste Alberto R. Gonzales auf diesem Posten ab, der zum Justizminister ernannt wurde.

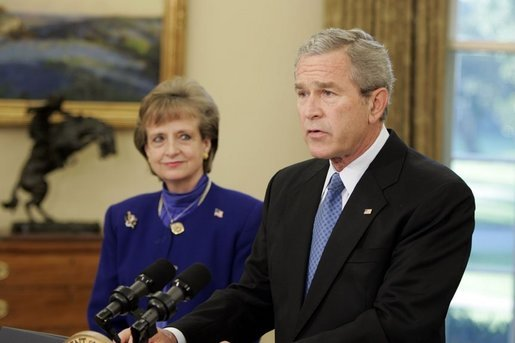
Miers und Bush während ihrer Nominierung für den Supreme Court

Am 3. Oktober 2005 wurde sie von Präsident Bush für die Nachfolge von Sandra Day O’Connor als Richterin am Supreme Court nominiert. In der Folge kam es zu Kritik an dieser Entscheidung aus verschiedenen Lagern. So wurde bezweifelt, dass Miers über eine ausreichende fachliche Qualifikationen für das Amt verfüge. Wertkonservative Republikaner zeigten sich enttäuscht, dass Bush – entgegen seinen Wahlversprechen – nicht einen rechtskonservativen Meinungsführer und Originalisten mit bekannten gesellschaftspolitischen Positionen nominiert habe. Zudem sei Miers mit 60 Jahren zu alt, um lange am Gericht tätig zu sein. Im liberalen Lager herrschte verbreitet Misstrauen, Miers könne – etwa wegen ihrer evangelikalen religiösen Ausrichtung – zu konservativ sein. Vor dem Hintergrund dieser Kritik bat Miers am 27. Oktober 2005 Bush, ihre Nominierung zurückzuziehen. In ihrer Begründung gab sie als Grund dafür an, das Verlangen des Justizausschusses nach Dokumenten aus ihrer Zeit im Weißen Haus würde die Gewaltenteilung und die Stellung des Präsidenten gefährden. An ihrer Stelle nominierte Präsident Bush am 31. Oktober 2005 Samuel Alito.
Am 4. Januar 2007 teilte Miers mit, dass sie zum 31. Januar als Rechtsberaterin des Präsidenten zurücktreten werde. Sie verließ daraufhin den Staatsdienst und kehrte zu ihrer alten Anwaltskanzlei zurück.